# Утренний обход
«Утренний обход» — советский фильм 1979 года режиссёра Аиды Манасаровой.

## Сюжет
Несколько дней из жизни хирурга Льва Сергеевича Нечаева. Высококлассный специалист-кардиолог, но совершенно неприспособленный к жизни в быту и незаметно растерявший самого себя, не сделавший многое из того, о чём мечтал. Совершая ежедневный утренний обход своих пациентов, он живёт их заботами, общается с их родственниками, а вечером встречается с друзьями, но его не покидает ощущение неблагополучия. Даже внезапно вспыхнувшее чувство к студентке Але не приносит внутреннего успокоения, и он, отчаиваясь в смутных надеждах и мечтах, вытесняет их работой в больнице.

## В ролях
- Андрей Мягков — Лев Сергеевич Нечаев, хирург, заведующий отделением
- Елена Коренева — Аля (Алиса), студентка института иностранных языков
- Анастасия Вознесенская — Клара Авдеева, сокурсница Нечаева, кандидат медицинских наук
- Инна Аленикова — Ляля, жена пациента с инфарктом
- Юрий Волынцев — Виктор Малишевский, профессор, известный нейрохирург
- Всеволод Абдулов — Юра Будкевич, друг Нечаева
- Александр Степанов — Кирилл, студент
- Валентин Гафт — Алик, поэт-песенник, старый друг Нечаева
- Ёла Санько — Регина, жена Алика
- Владимир Ивашов — Олег, преподаватель итальянского языка
- Александр Филиппенко — Игорь Петрович Букин, молодой врач
- Зоя Белая — Раиса Павловна
- Олимпиада Калмыкова — Татьяна Антоновна, медсестра в клинике
- Галина Орлова — Ниночка
- Анна Фроловцева — Роза, медсестра
- Софья Гаррель — Сущинская, пожилая пациентка
- Всеволод Платов — Александр Николаевич, пациент с инфарктом
- Зоя Фёдорова — Егорова, пациентка
- Нина Архипова — Лидия Михайловна, главврач
- Ольга Битюкова — Морозова, пациентка Нечаева
- Наталия Санько — Танечка, знакомая Юры
- Светлана Швайко — Юленька, жена Малишевского
- Инна Выходцева — Вишнякова, жена пациента
- Станислав Житарев — сын Сущинской
- Нина Агапова — пассажирка электрички
- Александр Лебедев — пассажир электрички
- Елена Муратова — врач
- Елена Вольская — эпизод